# Lord Charles Arthur Francis Cavendish
Lord Charles Arthur Francis Cavendish (5 de agosto de 1905-Castillo de Lismore, Irlanda, 23 de marzo de 1944) era el segundo hijo de Victor Cavendish, un político británico que sirvió como gobernador general de Canadá.
Fue educado en la Universidad de Cambridge. En 1932 se casó con Adele Astaire (1896-1981), bailarina estadounidense hermana del famoso actor y bailarín Fred Astaire, tuvieron tres hijos.
Cavendish murió en 1944 a la edad de 38 años, por alcoholismo crónico. Está enterrado en la catedral de Lismore.